# Ministarstvo financija Republike Hrvatske
Ministarstvo financija je središnje tijelo državne uprave u Republici Hrvatskoj.

## Djelokrug
Ministarstvo financija obavlja upravne i stručne poslove koji se odnose na:
- analize i prognoze makroekonomskih kretanja koje su temelj za utvrđivanje ekonomske i fiskalne politike i izradu konsolidiranog proračuna države;
- izradu osnova za financiranje javnih potreba i nacrt državnog proračuna i izvanproračunskih korisnika te lokalnih proračuna;
- konsolidaciju proračuna, izradu prijedloga sustava financiranja javnih potreba i jedinica lokalne i područne (regionalne) samouprave;
- izvršavanje državnog proračuna;
- planiranje likvidnosti državnog proračuna;
- upravljanje financijskim tijekovima;
- proračunski nadzor;
- razvoj sustava proračunskog računovodstva i financijskog izvještavanja, vođenje glavne knjige državne riznice i sastavljanje konsolidiranih financijskih izvještaja proračuna države i proračuna Republike Hrvatske;
- upravljanje proračunskim ulaganjima, izradu izvješća o kratkoročnim financijskim potrebama, praćenje bilance prihoda, rashoda i gotovinskih sredstava, registrira neposredne i uvjetne obveze po javnom dugu, ugovara kreditna zaduženja i provodi postupak izdavanja vrijednosnih papira na domaćem i inozemnom tržištu sukladno utvrđenom računu financiranja državnog proračuna, upravlja portfeljem javnog duga;
- pripremu nacrta zakonskih i drugih propisa te osnove za vođenje pregovora iz područja financijskih odnosa s inozemstvom što proizlazi iz multilateralne i bilateralne te kreditne suradnje s međunarodnim i regionalnim financijskim institucijama, inozemnim vladama i poslovnim bankama;
- operativne poslove u vezi s članstvom Republike Hrvatske u međunarodnim financijskim organizacijama;
- prikupljanje i obradu podataka o štetama nastalim zbog djelovanja elementarnih nepogoda; vođenje registra koncesija;
- razvoj, unapređenje i koordinaciju sustava politike koncesija;
- davanje prijedloga i mjera za unapređenje sustava koncesija;
- nadzor nad provedbom zakona o koncesijama;
- sudjeluje u procedurama i analizira prijedloge različitih koncesijskih i modela javno-privatnog partnerstva, davanje prijedloga i mišljenja na prijedloge ugovora o javno-privatnom partnerstvu s osnove proračunskih rizika, ocjene projekata i procjenu rizika u području javno-privatnog partnerstva iz djelokruga Ministarstva i u skladu s procedurama izrade i realizacije projekta javno-privatnog partnerstva, davanje prijedloga i mišljenja za poboljšanje i unapređenje sustava javno-privatnog partnerstva iz djelokruga Ministarstva;
- praćenje poslovanja društava od posebnoga državnog interesa;
- izradu analiza u postupcima restrukturiranja poduzeća;
- praćenje i analizu državnih potpora, unapređenje sustava projiciranja i intenziteta dodjele državnih potpora;
- izradu analiza i praćenje ekonomskih kretanja iz područja financijskog sustava, predlaganje i provođenje mjera za unapređenje sustava kreditnih institucija i osiguranja depozita, sustava osiguranja, sustava tržišta kapitala, investicijskih fondova i zaštite ulagatelja, platnih sustava i sustava nadzora financijskih institucija, nadzor financijskih institucija sukladno zakonskim ovlastima;
- porezni sustav i poreznu politiku, carinski sustav i politiku carinske i izvancarinske zaštite, nadzor i inspekcijske poslove u području poreza, carina i drugih javnih prihoda,
- deviznog i vanjskotrgovinskog poslovanja, priređivanja igara na sreću i nagradnih igara;
- poduzimanje mjera za sprječavanje pranja novca i financiranja terorizma;
- izgradnju i održavanje graničnih prijelaza.

Ministarstvo obavlja upravne i stručne poslove koji se odnose na uspostavu i razvoj sustava unutarnjih financijskih kontrola u javnom sektoru, na državnoj i lokalnim razinama. Ministarstvo obavlja poslove financijskog upravljanja u okviru decentraliziranog sustava provedbe pomoći Europske zajednice u Republici Hrvatskoj.

## Ministri
Dužnost ministra financija trenutačno obavlja Marko Primorac.
| Ministar           | Početak mandata    | Kraj mandata       |
| ------------------ | ------------------ | ------------------ |
| Marijan Hanžeković | 25. srpnja 1990.   | 17. srpnja 1991.   |
| Jozo Martinović    | 31. srpnja 1991.   | 12. kolovoza 1992. |
| Zoran Jašić        | 12. kolovoza 1992. | 7. srpnja 1994.    |
| Božo Prka          | 7. srpnja 1994.    | 11. rujna 1997.    |
| Borislav Škegro    | 11. rujna 1997.    | 27. siječnja 2000. |
| Mato Crkvenac      | 27. siječnja 2000. | 23. prosinca 2003. |
| Ivan Šuker         | 23. prosinca 2003. | 29. prosinca 2010. |
| Martina Dalić      | 29. prosinca 2010. | 23. prosinca 2011. |
| Slavko Linić       | 23. prosinca 2011. | 14. svibnja 2014.  |
| Boris Lalovac      | 14. svibnja 2014.  | 22. siječnja 2016. |
| Zdravko Marić      | 22. siječnja 2016. | 15. srpnja 2022.   |
| Marko Primorac     | 15. srpnja 2022.   |                    |

## Poveznice
- Državna uprava u Hrvatskoj
- Carinska uprava Republike Hrvatske
- Porezna uprava Republike Hrvatske

## Vanjske poveznice
- Ministarstvo financija, službene mrežne stranice